# Kammergericht (Ost-)Berlin
Das Kammergericht (Ost-)Berlin war der nach der Teilung der Berliner Justiz 1949 im sowjetischen Sektor Berlins verbliebene Teil des Berliner Kammergerichts. Es wurde am 27. November 1959 in seinen Aufgaben durch das Oberste Gericht der DDR ersetzt und 1961 aufgelöst.

## Geschichte
Das Kammergericht Berlin ist das älteste deutsche Gericht mit ununterbrochener Tätigkeit. Urkundlich erwähnt wurde es erstmals 1468. Mit dem Gerichtsverfassungsgesetz von 1879 bekam das Kammergericht die Aufgaben eines Oberlandesgerichts zugewiesen.
Nach dem Zweiten Weltkrieg kam es in der Folge politischer Auseinandersetzungen zu einer Teilung des Gerichts. Zunächst wurde nach dem Krieg die Zuständigkeit des Kammergerichts auf das Stadtgebiet von Berlin beschränkt. Das Kammergericht hatte Ende 1945 seinen Sitz zunächst in Ost-Berlin (Landgerichtsgebäude).
Die Spaltung des Kammergerichts begann mit einer Affäre um den Vizepräsidenten des Berliner Landgerichts Jakob Blasse. Dieser wurde nach Bereicherungsvorwürfen von Kammergerichtspräsident Georg Strucksberg am 8. November 1948 suspendiert. Während die drei Westmächte diese Position stützten, befahl der sowjetische Gerichtsoffizier dessen Wiedereinsetzung. Mit der Begründung, dass eine solche Anweisung nur von allen vier Mächten gemeinsam erteilt werden könne, verweigerte der Präsident des Landgerichts Siegfried Loewenthal diesen Befehl am 4. Februar 1949. Nach der Drohung mit Verhaftung und mit stillschweigender Unterstützung durch die Westalliierten verlegte der Kammergerichtspräsident Strucksberg den Sitz der Behörde am 5. Februar 1949 in das Yorckhaus am Fehrbelliner Platz in West-Berlin. Die weitaus überwiegende Zahl der Richter setzten dort ihre Arbeit fort. Von den elf Senatspräsidenten entschieden sich zehn für die Weiterarbeit im Yorckhaus.
Da gleichzeitig das Kammergericht im sowjetischen Sektor bestehen blieb, war damit jedoch die Teilung der Berliner Justiz vollzogen. Im Ostteil der Stadt erklärten die Sowjets Loewenthal und Strucksberg für abgesetzt. Am 16. Februar ernannten sie Hans Freund zum neuen Kammergerichtspräsidenten, was wiederum im Westen nicht anerkannt wurde. 
Das Kammergericht (Ost-)Berlin wurde in einer Verordnung des „Magistrats von Groß-Berlin“ (offizielle Bezeichnung des Ost-Berliner Magistrats) vom 21. November 1952 als Oberstes Gericht von Groß-Berlin bezeichnet und war damit erste und letzte Instanz bei Strafsachen von überragender Bedeutung, abweichend vom Instanzenzug in der DDR. Es blieb dies bis zum 27. November 1959, als es durch das Oberste Gericht der DDR ersetzt und im Jahr 1961 aufgelöst wurde.